# ヨー・ダンパー
ヨー・ダンパーもしくはヨー・ダンパ(yaw damper)とは、方向舵を自動操舵してヨーイングを小さくする安定増幅装置のことである。

## 性能と乗りごこちとの関係
ヨーダンパーの性能が悪い場合には、客室後方の横揺れが大きくなりやすく乗り心地が悪化する。性能が良い場合には乗り心地が良くなる。エアバスA300では客室後部の横揺れが指摘されヨーダンパーが改良された。